# 1312
Cette page concerne l'année 1312  du calendrier julien. Pour l'année 1312 av. J.-C., voir 1312 av. J.-C.  Pour le slogan anti-police, voir ACAB.
L'année 1312 est une année bissextile qui commence un samedi.

## Événements
- Empire du Mali : Aboubakri II (Abubakar II) meurt, selon la légende, à la tête d’une expédition de 2000 pirogues lancée dans le but d’« atteindre l’autre extrémité de l’océan ». Certains auteurs ont supposé qu’il ait pu atteindre l’Amérique, mais rien ne permet de soutenir cette hypothèse[1]. Son fils Mansa Moussa lui succède jusqu'en 1337[2]. Il portera l’Empire à son apogée, du Fouta-Djalon à Agadez et sur les anciens empires du Ghana et des Songhaï. Il établit des relations diplomatiques suivies avec le Portugal, le Maroc, la Tunisie et l’Égypte.
- Découverte des îles Canaries par un marin génois, Lancelot Maloisel (Lancelotto Malocello). Il donne son nom à l'île de Lanzarote[3].
- En Birmanie, Thihathu transfère sa capitale de Myinsaing à Pinya, sur l'Irrawaddy ; le royaume de Pinya succède au royaume de Myinsaing[4].

### Europe
- 6 janvier : l'empereur Henri de Luxembourg, victorieux, se fait couronner roi des Lombards à Milan[5].
- 10 avril : annexion de Lyon au royaume de France[6] par le traité de Vienne.
- 2 mai : bulle Ad providam. L’ordre du Temple est supprimé au concile de Vienne par le pape Clément V. Ses biens sont dévolus aux Hospitaliers de Saint-Jean de Jérusalem[7]. Confirmation de cette décision par lettres patentes de Philippe le Bel le 24 août 1312.
- 7 mai : l'empereur Henri de Luxembourg entre dans Rome mais ne parvient pas à déloger les troupes de Robert d'Anjou du Vatican[8].

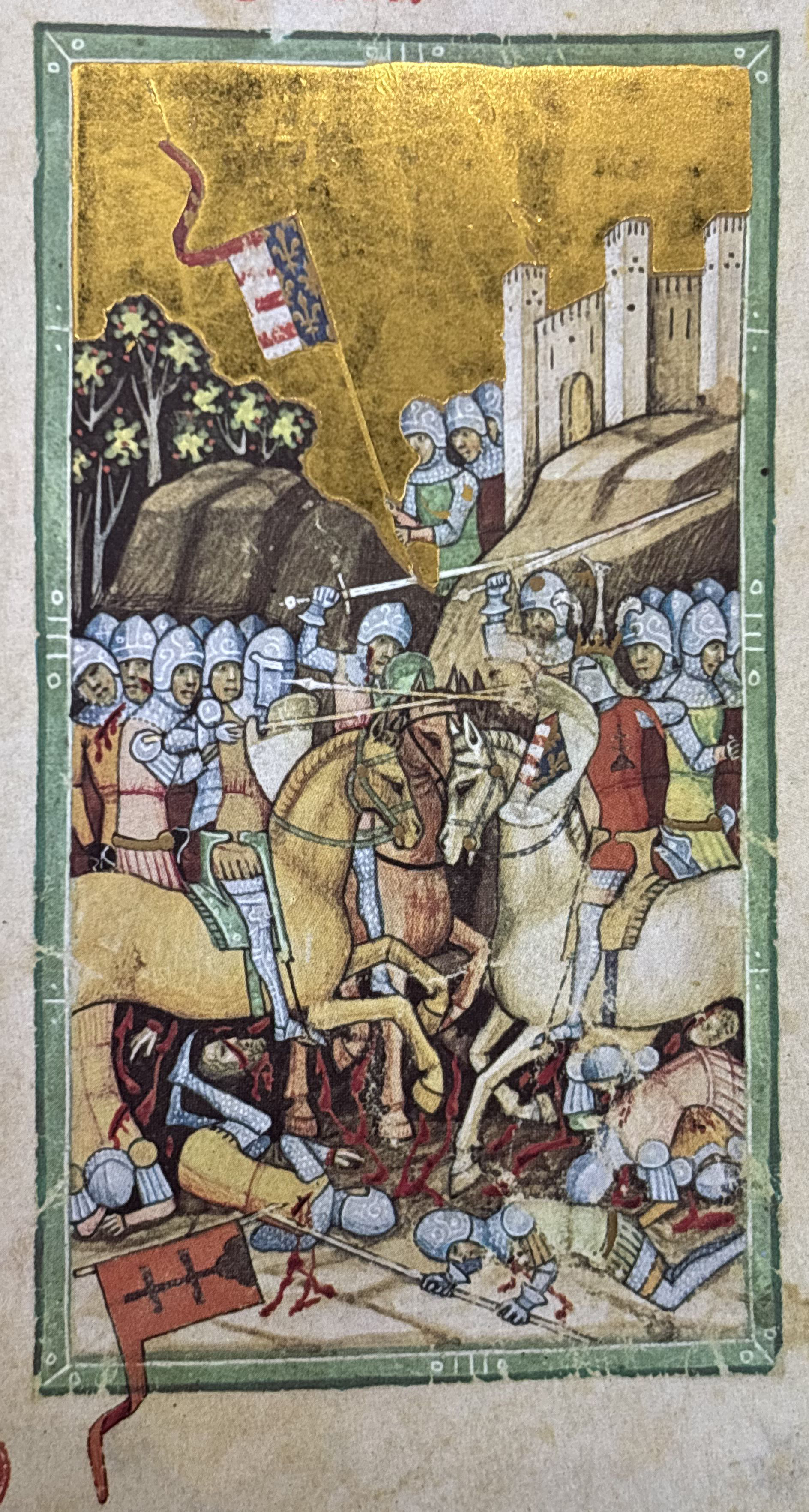
15 juin : bataille de Rozhanovce, Chronicon Pictum

- 15 juin : victoire de Carobert, roi de Hongrie, sur le palatin Amade Aba à la bataille de Rozhanovce (Slovaquie actuelle)[9].
- 19 juin : assassinat de Pierre Gaveston, favori du roi Édouard II d'Angleterre[10].

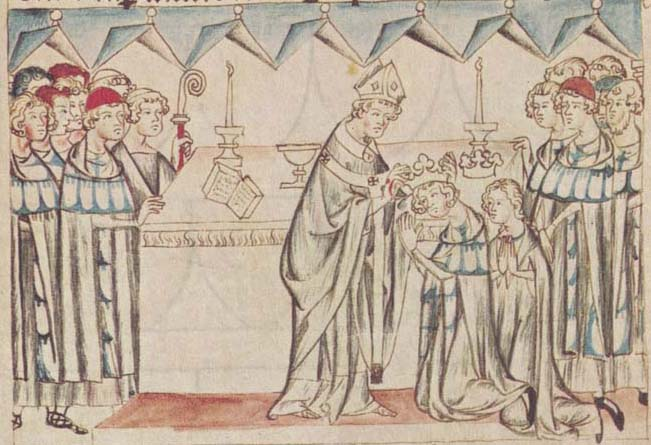
29 juin : Couronnement de l'empereur Henri de Luxembourg

- 29 juin : couronnement de l'empereur Henri de Luxembourg au Latran[5].
- 11 juillet[11] : Lille, Douai et Béthune sont remises au roi de France au traité de Pontoise.
- Août : début du règne de Özbeg, khan de la Horde d'or (fin en 1340)[12].
- 3 août : révolte populaire à Liège : 132 membres du patriciat local sont brûlés vifs sur la place publique[13]
- 7 septembre : mort de Ferdinand IV de Castille. son fils Alphonse XI le Vengeur, né en 1311, est proclamé roi de León et de Castille à Jaén[14]. Régence en Castille pendant la minorité d’Alphonse XI (fin en 1325). María de Molina, épouse du roi Sanche IV de Castille, l'exerce jusqu'à sa mort en 1321[15].
- 19 septembre[16] : l'empereur Henri VII met vainement le siège devant Florence. Il abandonne après 40 jours.
- 27 septembre : le duc Jean II de Brabant signe la charte de Kortenberg. Anvers échappe à la domination des ducs de Brabant et la charte institue une commune démocratique[17].
- 29 septembre : Erik Magnusson, duc de Södermanland, épouse Ingeborg, fille du roi Håkon V de Norvège[18].
- Victoire navale des Chevaliers de Rhodes (Hospitaliers de Saint-Jean) sur les Turcs à Amorgós[19].